# Eugenio Cambaceres

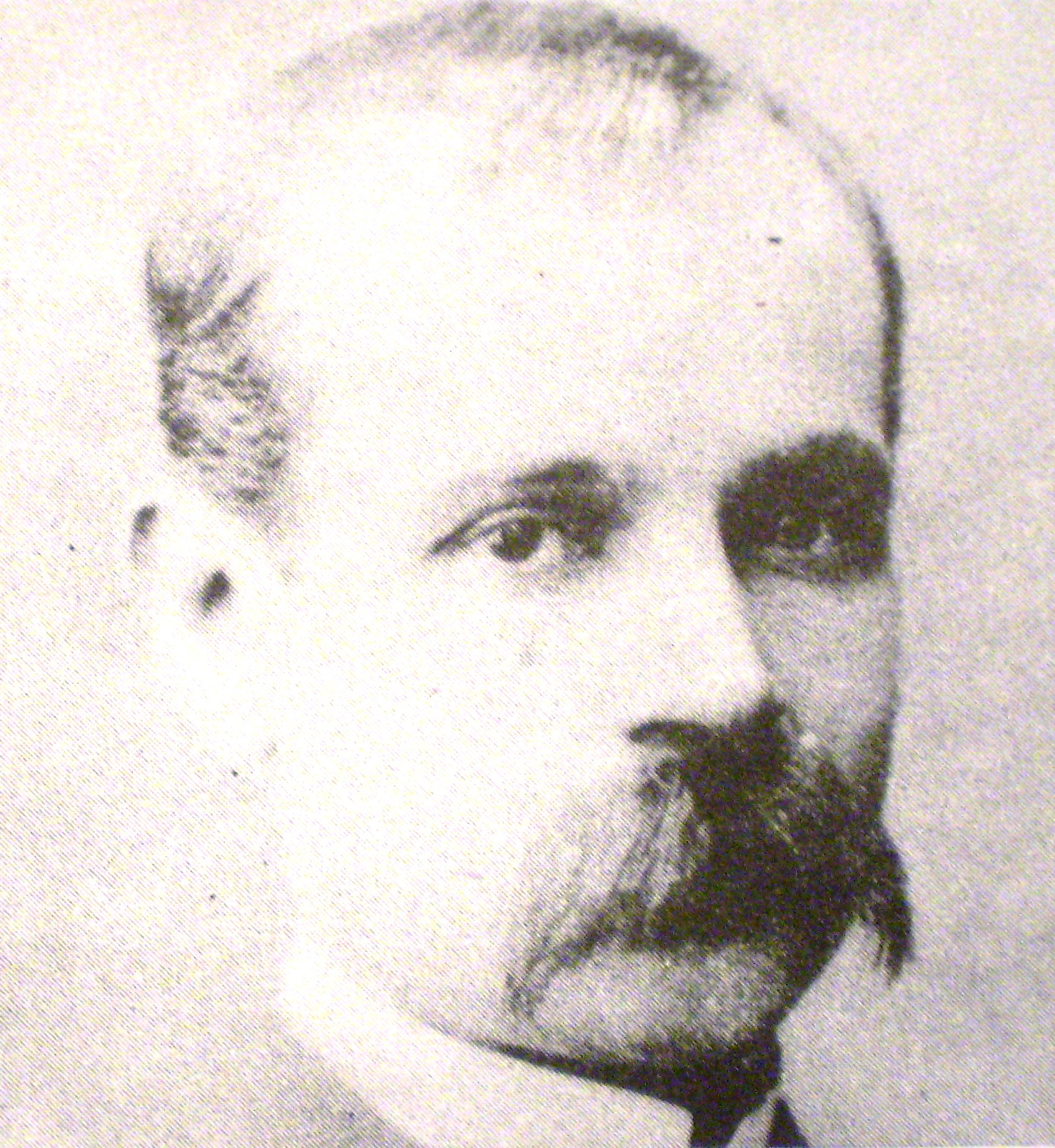
Eugenio Cambaceres

Eugenio Cambaceres (* 8. August 1843 in Buenos Aires; † 1888 in Paris) war ein argentinischer Politiker und Schriftsteller.

## Leben
Cambaceres war der Sohn eines französischen Einwanderers und dessen Ehefrau Rufina Alair, die italienischer Abstammung war; der Ingenieur und Politiker Antonio Cambaceres war sein älterer Bruder.
Cambaceres studierte Rechtswissenschaften an der Universidad de Buenos Aires (UBA) und arbeitete nach erfolgreichem Abschluss seiner Studien für einige Jahre als Rechtsanwalt. Politisch interessiert und engagiert wurde er in die Abgeordnetenkammer des Nationalkongresses gewählt. Unter der Präsidentschaft Domingo Faustino Sarmientos kam es zum Skandal, als Cambaceres eine Gesetzesinitiative zur strikten Trennung von Kirche und Staat einbrachte. Einige Zeit später bezichtigte er öffentlich seine eigene Partei der Korruption und des Wahlbetrugs.
1876 legte Cambaceres alle seine politischen Ämter nieder und widmete sich nur noch der Literatur. Er heiratete in seiner Heimatstadt Luisa Bacichi und hatte mit ihr eine Tochter, die spätere Schriftstellerin Rufina Cambaceres (1883–1902).
1888 unternahm Cambaceres eine Reise nach Europa. Dort starb er im Alter von 45 Jahren in Paris.

## Werke (Auswahl)
Einzelausgaben
- Pot-pourri. Novela. 1881.
- Silbidos de un vago. Novela. 1884.
- Sin Rumbo. Novela. 1885.
- En la sangre. Novela. 1887.

Werkausgabe
- Obras completas. Castellví, Santa Fe 1968 (hrsg. von Eduardo M. Danero).